# Ninna nanna (Brahms)
Il Wiegenlied op. 49 n° 4 Guten Abend, gute Nacht (Ninna nanna: Buona sera, buona notte) è una composizione in Mi bemolle Maggiore, per voce e pianoforte di Johannes Brahms scritta nel 1868, che fa parte della raccolta di cinque Lieder op. 49. È una ninna nanna che si canta ai bambini, in Italia semplicemente nota col titolo "Ninna nanna". 
Il testo originale riportato sotto è di origine medioevale. La seconda strofa è stata aggiunta alla poesia nel 1849 da Georg Scherer (1824–1909).

## Testo

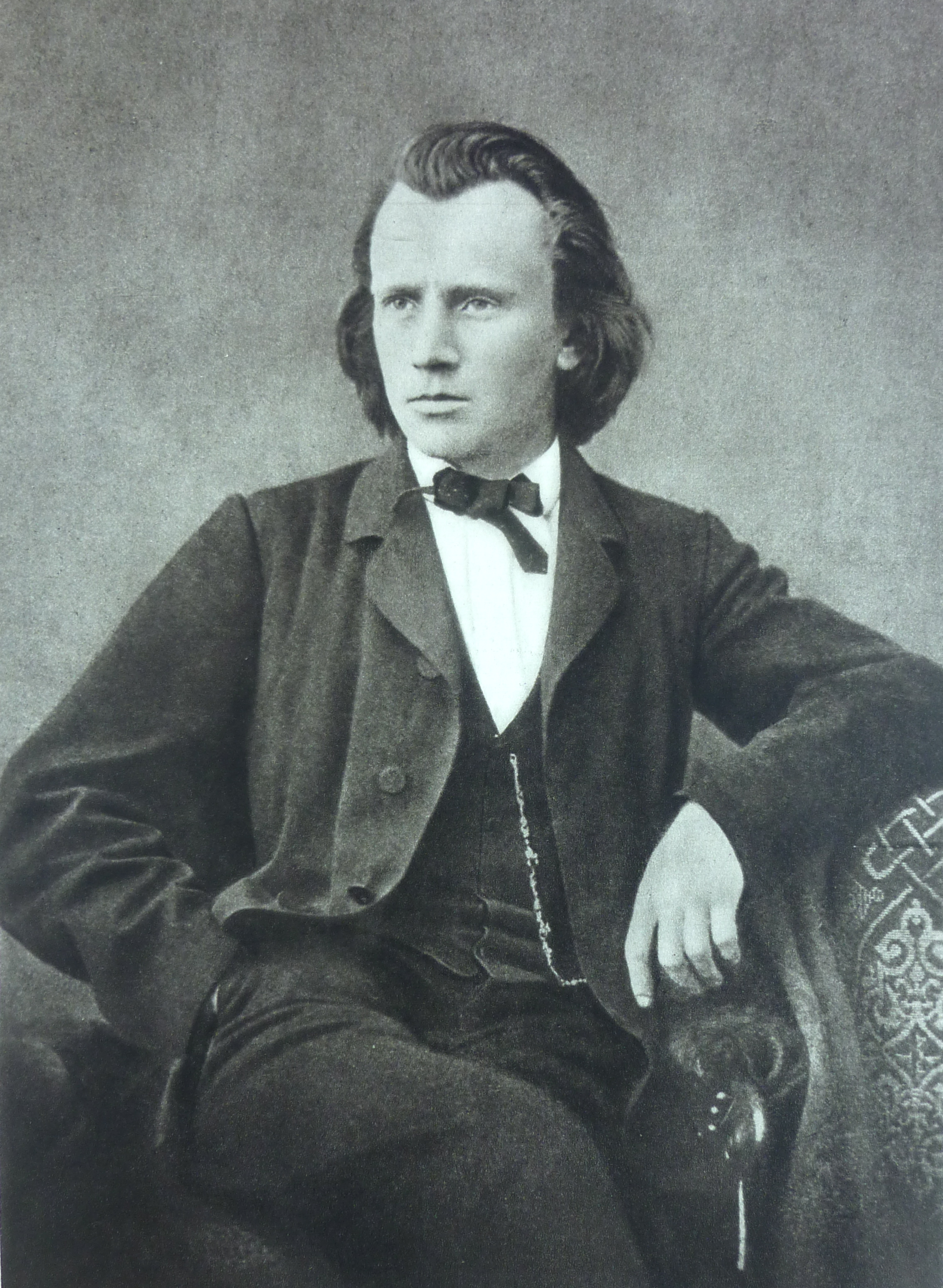
Brahms attorno al 1866

Guten Abend, gut' Nacht,
Mit Rosen bedacht,
Mit Näglein besteckt,
Schlupf unter die Deck!
Morgen früh, wenn Gott will,
wirst du wieder geweckt,
Morgen früh, wenn Gott will,
wirst du wieder geweckt.
Guten Abend, gut' Nacht,
von Englein bewacht,
Die zeigen im Traum
Dir Christkindleins Baum.
Schlaf nun selig und süß,
schau im Traum's Paradies,
schlaf nun selig und süß,
schau im Traum's Paradies.
Georg Scherer

## Traduzione
Buona sera, buona notte,
coperto di rose,
trapunto di garofani,
scivola sotto le coperte!
Domattina, se Dio vuole,
ti risveglierai,
domattina, se Dio vuole,
ti risveglierai.
Buona sera, buona notte,
custodito dagli angioletti,
in sogno ti mostreranno l'albero di Natale.
Dormi dolcemente e beatamente,
guarda in sogno il Paradiso,
dormi dolcemente e beatamente,
guarda in sogno il Paradiso.
Traduzione di Benedetta Saglietti

## Arrangiamenti e altri usi
Brahms usò una variazione della melodia nel primo movimento della Sinfonia No.2 in Re maggiore, Op. 73.
Il pianista e compositore australiano Percy Grainger l'ha inserita in un ciclo di studio per solo piano dal titolo Free Settings of Favorite Melodies.
Il film biografico su Johannes Brahms del 1936 è intitolato Guten Abend, gute Nacht.
Il poema di Wendy Cope Brahms Cradle Song fa riferimento a questo brano.
Nel disco Soundtrack of a Nightmare del bassista e compositore Davide Laugelli compare una versione arrangiata per basso elettrico.
Nel 1957 Marisa Fiordaliso incide la versione italiana dal titolo Ninna nanna con l'orchestra diretta da Gian Mario Guarino.